# Jean-Pierre Beltoise
Jean-Pierre Beltoise (n. 26 aprilie 1937, Boulogne-Billancourt, Franța – d. 5 ianuarie 2015, Dakar, Senegal) a fost un pilot francez de Formula 1 care a evoluat în Campionatul Mondial între anii 1967 și 1974.